# Kućište
Kućište nebo též Kučište je vesnice patřící do opčiny Orebić v Chorvatsku, v Dubrovnicko-neretvanské župě. V roce 2011 zde žilo 217 obyvatel.

## Poloha
Vesnice se nachází 6 km západně od Orebiće, při úpatí vrcholu Svatý Ilja (961 m n. m.), podél pobřeží. Má výborné podmínky pro windsurfing díky v létě převládajícímu větru mistrál.

## Ekonomika
Hlavním odvětvím ekonomiky je cestovní ruch a dále se obyvatelé zabývají rybolovem.

## Pamětihodnosti
Ve vesnici je několik renesančních a barokních kapitánských domů z 16. a 17. stoleté a barokní kostel Sv. Trojice (Sveto Trojstvo) z 18. století.